# Saint-Aignan-des-Noyers
Saint-Aignan-des-Noyers település Franciaországban, Cher megyében. Lakosainak száma 74 fő (2022. január 1.). Saint-Aignan-des-Noyers Lurcy-Lévis, Valigny, Augy-sur-Aubois, Bessais-le-Fromental és Neuilly-en-Dun községekkel határos.

## Népesség
A település népessége az elmúlt években az alábbi módon változott:
| Lakosok száma | 128  | 110  | 84   | 96   | 101  | 100  | 94   | 82   | 79   | 74   |
|               | 1968 | 1982 | 1990 | 2006 | 2013 | 2015 | 2017 | 2019 | 2020 | 2022 |